# Mezzoforte (gruppo musicale)
Mezzoforte è un gruppo musicale funk fusion islandese. Il loro più grande successo è stato Garden Party, del 1983.
Il nome della band deriva dal termine musicale tradizionale "mezzo forte".

## Formazione
Dal 1977:
- Eyþór Gunnarsson – tastiere
- Jóhann Ásmundsson – basso
- Gunnlaugur Briem (Gulli) – percussioni
- Friðrik Karlsson (Frissi) – chitarra
- (Staffan William-Olsson) - chitarra

## Discografia
- 1979 - Mezzoforte
- 1980 - I Hakanum (Octopus)
- 1982 - Thvilikt og annad eins (Dreamland)
- 1982 - Surprise Surprise
- 1984 - Observations
- 1984 - Rising
- 1986 - No Limits
- 1989 - Playing for Time
- 1993 - Daybreak
- 1996 - Monkey Fields
- 2004 - Forward Motion
- 2009 - Live In Reykjavik
- 2010 - Volcanic (November)
- 2012 - Islands

### Compilation
- 1983 - Catching up with Mezzoforte - Early Recordings
- 1983 - Sprellifandi - Live at the Dominion
- 1985 - The Saga so far
- 1991 - Fortissimos
- 1999 - Garden Party Time
- 2007 - Anniversary Edition